# Aurora polar

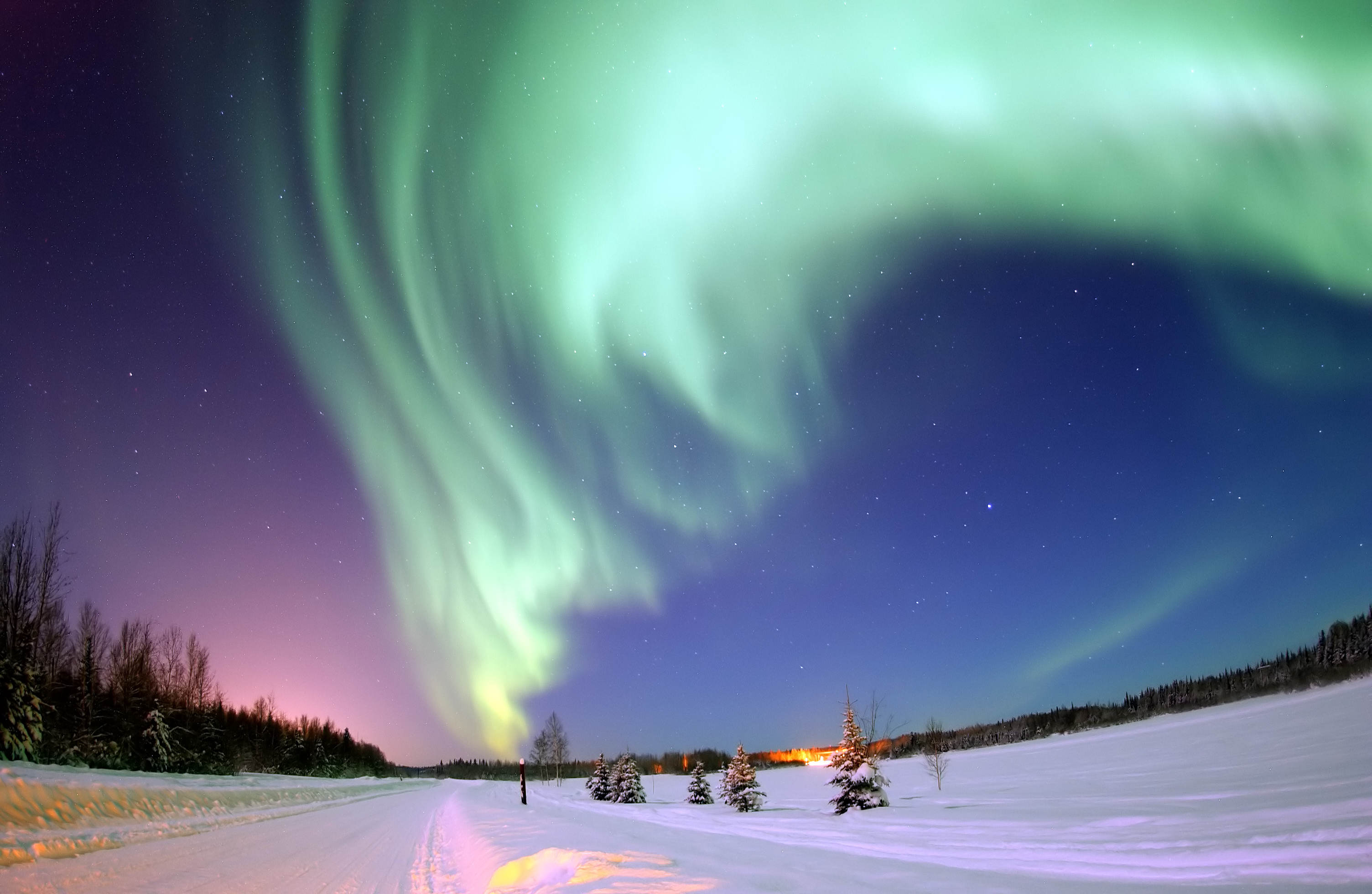
Aurora boreal a Alaska

L'aurora polar és un fenomen meteorològic lluminós que apareix al cel nocturn de les regions pròximes a les zones polars a causa de l'impacte de les partícules de vent solar sobre el camp magnètic de la Terra. A l'hemisferi nord el fenomen també es coneix com a aurora boreal, i s'observa amb més intensitat durant les temporades de setembre a octubre i de març a abril. A  l'hemisferi sud es coneix com a aurora austral.  va ser anomenada així per Galileo Galilei en referència a la deessa romana de l'alba: Aurora.
Les aurores no són exclusives de la Terra i també s'observen en altres planetes del sistema solar com Júpiter, Saturn, Mart i Venus. El fenomen no es produeix només de manera natural, sinó que es pot reproduir artificialment en un laboratori i també apareixen durant les explosions nuclears.

## Mecanisme
L'aurora típica és una resplendor difusa i estesa en forma de cortina. De vegades, es formen arcs que poden canviar constantment de forma. Cada cortina es compon de diversos raigs paral·lels i alineats en la direcció de les línies del camp magnètic, la qual cosa suggereix que el fenomen al nostre planeta està relacionat amb el camp magnètic terrestre. Diversos factors addicionals poden provocar en les aurores l'aparició de línies amb un color específic.

## Aurora polar de la Terra
Les aurores polars terrestres són causades per electrons d'energia 1 a 15 keV, i protons i partícules alfa, i la seva llum es produeix quan xoquen amb els àtoms d'aire de l'atmosfera del planeta, principalment d'oxigen i de nitrogen, generalment a altituds entre 80 i 150 km. Cadascú li dona l'energia de col·lisió de les partícules de l'àtom perquè s'aconsegueixi un procés de ionització, dissociació i excitació de les partícules. Quan es produeix la ionització, els electrons creen un efecte dòmino, que provoca la ionització dels àtoms en d'altres. L'excitació dels resultats d'emissió fa que els àtoms es desestabilitzen i emeten llum en freqüències específiques. Si bé l'estabilització d'oxigen condueix a una segona excitació, s'estabilitza el nitrogen i emet llum a l'instant. Aquest procés, que és essencial per a la formació de la ionosfera terrestre, és comparable a una pantalla de televisió, en la qual els electrons es troben en una superfície de fòsfor, i el canvi del nivell d'energia de les molècules es tradueix en l'emissió de llum.
En general, la lluïssor final està dominada per l'emissió d'àtoms d'oxigen en les capes atmosfèriques altes (al voltant de 200 km d'altitud), que produeix el color verd. Quan la tempesta és forta, les capes inferiors de l'atmosfera es veuen afectades pel vent solar (al voltant de 100 km d'altitud), l'elaboració d'un to vermell fosc de l'emissió d'àtoms de nitrogen (predominant) i l'oxigen. Els àtoms d'oxigen emeten molt diferents matisos de colors, però el predominant hi és el vermell i el verd.
El fenomen es pot observar amb una llum ultraviolada, violeta o blava, que s'origina a partir dels àtoms de nitrogen, i la primera es pot veure molt clarament des de l'espai (però no a la Terra, perquè l'atmosfera absorbeix la radiació ultraviolada). El satèl·lit polar de la NASA n'ha observat l'efecte amb raigs X, i la imatge mostra la precipitació d'electrons d'alta energia.
La interacció entre les molècules d'oxigen i nitrogen, en la generació de la gamma de tons verds, crea l'efecte de la línia verda auroral, com ho demostren les imatges de l'estació espacial Internacional. De la mateixa manera, la interacció entre aquests àtoms pot produir l'efecte de la "línia vermella auroral", encara més rar i en altituds més altes.
L'esquema de la magnetosfera de la Terra és constantment copejada pel vent solar, un corrent de plasma calent enrarit (el gas d'electrons lliures i ions) emès pel Sol en totes direccions, resultat de milions de graus de temperatura a la capa més externa de l'estrella, la corona solar. Durant les tempestes magnètiques, el flux pot ser molt fort, i el camp magnètic interplanetari entre els dos cossos celestes causa pertorbacions en la ionosfera com a resposta a les tempestes. Aquests trastorns afecten la qualitat de la comunicació per ràdio o sistemes de navegació, i causen danys als astronautes en aquesta regió, a les cèl·lules solars dels satèl·lits artificials, en el moviment dels compassos i l'acció dels radars. La resposta de la ionosfera és un model complex i difícil, per la qual cosa són difícils de predir aquest tipus d'esdeveniments.
La magnetosfera terrestre és una regió de l'espai dominada pel seu camp magnètic. Constitueix un obstacle en el camí del vent solar, provocant la seva propagació posterior. La seva amplada és aproximadament de 190.000 km, i durant la nit una llarga capa magnètica amplia encara més les distàncies.
Les aurores es limiten generalment a les regions de forma oval, a prop dels pols magnètics. Quan l'activitat hi minva, la regió té una mida mitjana de 3.000 km i pot augmentar a 4.000 o 5.000 quilòmetres quan els vents solars són més intensos.
La font d'energia de l'aurora és produïda pels vents solars de reproducció per la Terra. Tant la magnetosfera com el vent solar pot conduir electricitat. Se sap que si dos conductors elèctrics connectats per un circuit elèctric que se submergeixen en un camp magnètic es mouen cap amunt i l'un contra l'altre, es genera un corrent elèctric en el circuit. Generadors d'energia elèctrica o dinamos fan ús d'aquest procés, però els conductors també es poden fer amb plasmes i altres líquids. Seguint la mateixa idea, el vent solar i la magnetosfera són fluids conductors d'electricitat i són capaços de generar corrent elèctric, provocant un efecte d'aquest tipus de llum.
Com que els pols geogràfics i magnètics del nostre planeta no estan alineats en el mateix sentit, les regions aurorals no estan alineades amb el pol geogràfic. Els millors punts (punts coneguts d'alçada) per a l'observació d'aurores boreals són el Canadà i, per a aurores australs, el sud de l'illa de Tasmània i Nova Zelanda.

## Aurora polar a Catalunya
Les aurores polars es visualitzen a les zones properes als pols; tanmateix, a vegades, molt poc freqüents, s'han visualitzat en latituds molt inferiors. Està documentada la visió d'una aurora boreal a Catalunya el 25 de gener del 1938, vista i referida en diversos llocs d'Europa central i meridional.
També s'ha vist una aurora boreal el 10 de maig de 2024, deguda a una forta tempesta solar que afectà a tot l'hemisferi nord. La tonalitat d'aquesta darrera aurora ha estat vermella.

## Aurora artificial
Les aurores també poden ser formades per les explosions nuclears en les capes altes de l'atmosfera (al voltant de 400 km). Aquest fenomen ha estat demostrat per l'aurora artificial creada per l'Estrella dels EUA, un primer assaig nuclear realitzat el 9 de juliol del 1962. En aquell moment, el cel, des de l'oceà Pacífic, va ser il·luminat per l'alba més de set minuts. Aquest efecte va ser proporcionat per Nicholas Christofilos, científic que havia treballat en altres projectes d'explosions nuclears. Segons el veterà polític Cecil R. Carbó, alguns hotels a Hawaii ofereixen el festival de la bomba de l'arc de Sant Martí als seus sostres per veure la Primera Estrella, contradient els informes oficials que indiquen que l'aurora artificial és inesperada. El fenomen també va ser registrat en un documental de les Illes Samoa, al voltant de 3.200 km de l'atol Johnston, el lloc de l'explosió.
Les simulacions dels efectes en laboratori van començar a realitzar-se a finals del segle xix pel científic noruec Kristian Birkeland, que va demostrar, mitjançant una cambra de buit i una pilota, que els electrons es regeixen per aquest efecte en les regions polars de l'esfera. Recentment, els investigadors han aconseguit crear un efecte modest auroral de la Terra en els raigs visibles amb ràdio en el cel nocturn, que prenen una coloració verda. Així com el fenomen natural, les partícules arriben a la ionosfera, i exciten els electrons del plasma. Amb la col·lisió d'electrons amb l'atmosfera de la Terra, s'emeten llums. Aquest experiment també va augmentar el coneixement dels efectes de la ionosfera en les comunicacions per ràdio.

## Aurora en altres planetes

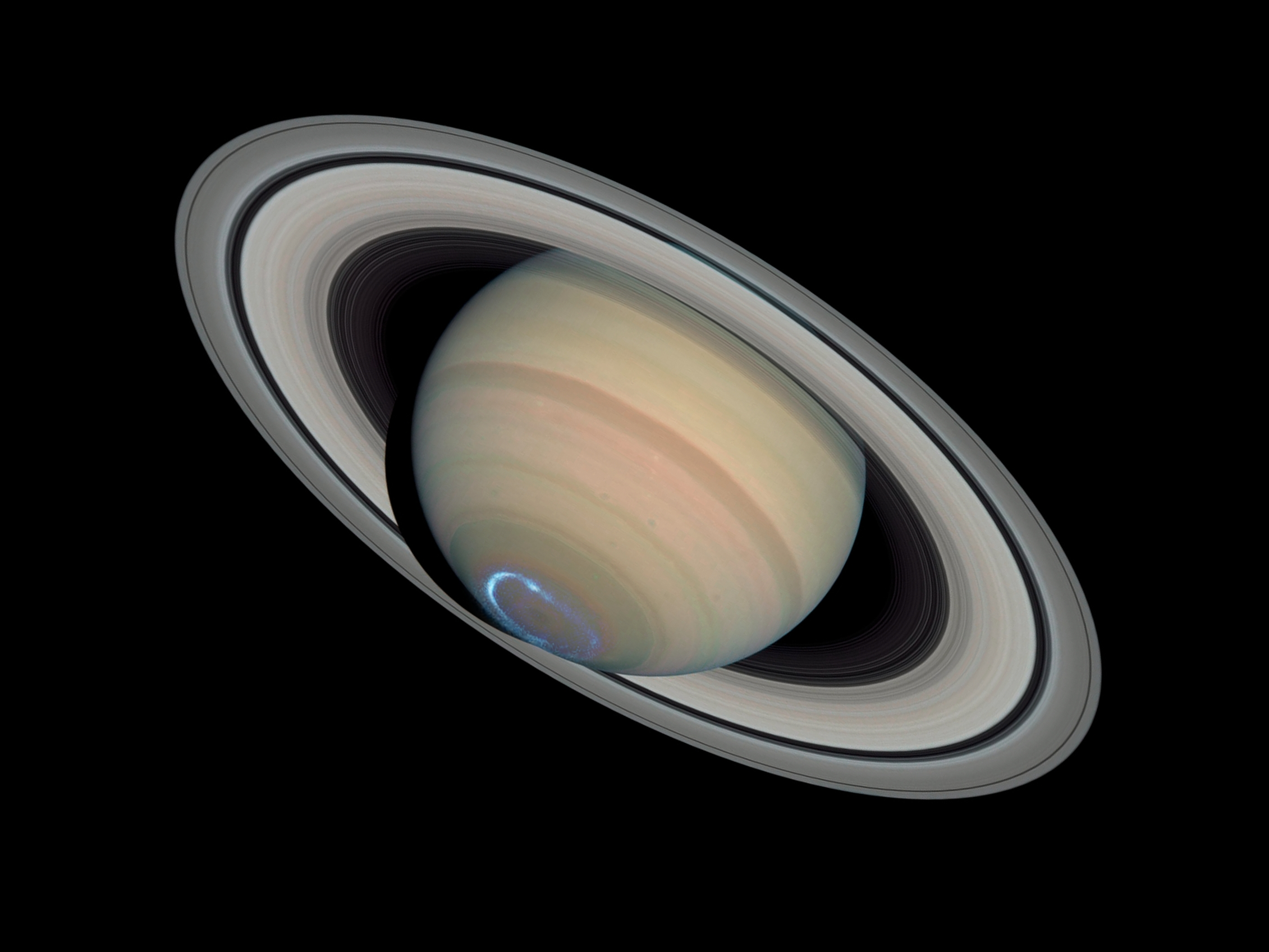
Fotografia de Saturn mostrant una aurora polar

El vent solar causa aurores en altres planetes del sistema solar de manera similar a la Terra. A Júpiter, a més, les aurores són també causades per les seves llunes, especialment Io. Aquestes aurores es formen a partir del corrent elèctric del camp magnètic generat pel mecanisme de la dinamo de moviment entre la rotació del planeta i la translació de la seva lluna. En particular, Io té volcans actius en la ionosfera i generació d'emissions de ràdio, que han estat estudiats des del 1955.
Com a la Terra, l'aurora de Saturn crea regions, totals o parcials de tot l'oval pol magnètic. A més, en aquest planeta, les aurores solen durar diversos dies, al contrari de la Terra, en què duren només uns minuts. S'ha demostrat amb proves que l'emissió de llum en aurores de Saturn prové de l'emissió d'àtoms d'hidrogen.
Una aurora va ser detectada a Mart per la nau espacial Mars Express durant les seves observacions del planeta el 2004, amb resultats publicats a l'any següent. Mart té un camp magnètic més feble que la Terra i, per tant, es pensava que la manca d'un fort camp magnètic faria impossible el fenomen. Això no obstant, s'observà que el sistema d'aurores a Mart és molt similar a la Terra, i comparable al de les nostres tempestes de baixa i mitjana intensitat. Com que el planeta està sempre adreçat al nostre, l'observació de les aurores només és possible mitjançant la investigació de la nau espacial del planeta vermell pel costat oposat i mai des de la Terra.
Venus, que no té camp magnètic, també mostra el fenomen en el qual les partícules de l'atmosfera són ionitzades directament pels vents solars, un fenomen també present a la Terra.

## Història de la investigació
Les aurores boreals s'han estudiat científicament des del segle xvii. El 1621, l'astrònom francès Pierre Gassendi descriu el fenomen observat al sud de França. En el mateix any, l'astrònom italià Galileo Galilei va començar a investigar el fenomen com a part d'un estudi sobre els moviments celestes de les estrelles. Al segle xviii, el navegant anglès James Cook va ser testimoni del mateix fenomen de Galileu a l'oceà Índic, que batejà com aurora austral. A partir d'aleshores va quedar clar que l'efecte no és exclusiu de les terres de l'hemisferi nord. Al mateix temps, l'astrònom britànic Edmond Halley sospita que el camp magnètic terrestre es relaciona amb la formació d'aurores boreals. El 1741, Anders Celsius i Olof Hiorter van ser els primers a anunciar les proves de control quan hi ha observacions magnètiques d'aurores.
Henry Cavendish, el 1768, calcula l'altitud a la qual es produeix el fenomen, però només Kristian Birkeland va reproduir al laboratori una aurora el 1896. El científic, amb experiències en el buit i raigs d'electrons amb boles magnètiques va mostrar que els electrons es guien en les regions polars; al voltant de 1900 va proposar que els electrons de l'aurora es generaven a partir de llum solar. Aquest model té problemes per manca de proves en l'espai, i quedà obsolet amb la recerca actual. També el 1908 es va arribar a la conclusió que el patró de magnetisme fluïa d'est a oest.
Més proves en relació amb el camp magnètic són els registres estadístics d'aurores polars. Elias Loomis (1860) i posteriorment Hermann Fritz (1881) va establir que l'aurora es dona sobretot en una regió en forma d'anell amb un radi d'uns 2.500 km al voltant del pol magnètic. Loomis va descobrir la relació de la matinada amb l'activitat solar: prengué nota que entre 20 i 40 hores després d'una erupció solar apareixen aurores boreals al Canadà.
L'aurora polar produïda al laboratori en les obres de Carl Storme: el camp de moviment de partícules en un camp magnètic electrificat facilita la comprensió del mecanisme de formació d'aurores boreals. Des del decenni de 1950 es va observar el vent solar, un efecte que també explica el fet que les cues dels cometes siguin sempre davant del Sol. Aquesta teoria va ser formulada pel físic estatunidenc Newman Parker el 1957 i fou demostrada a l'any següent pel satèl·lit Explorer I. Des de llavors, l'exploració de l'espai no sols ha augmentat el coneixement sobre les aurores terrestres, sinó també l'observació del fenomen en altres planetes com Júpiter i Saturn.
James Van Allen posà de manifest, al voltant de 1962, la falsa teoria que l'aurora era un excés de radiació. Va posar de manifest que l'alta taxa de dissipació d'energia de l'aurora asseca ràpidament tot el cinturó de radiació. Poc després es va posar de manifest que la majoria de l'energia es compon dels cations, mentre que les partícules de la matinada gairebé sempre són relativament baixes en energia d'electrons.
El 1972 es va descobrir que l'aurora i els corrents de magnetisme també produeixen una forta emissió de ràdio al voltant de 150 kHz.

## El fenomen en la cultura popular

### Fills de la matinada
Al llarg de la història la gent ha estat escrivint i parlant dels sons associats a les imatges de l'aurora. El danès Knud Rasmussen va esmentar el 1932 les tradicions populars dels esquimals de Groenlàndia. Els mateixos sons en el mateix context s'esmenten per l'antropòleg canadenc Ernest Hawkes el 1916. Publi Corneli Tàcit, un historiador de l'antiga Roma, va escriure que el poble de Germania escoltava de la mateixa manera.
Avui en dia, moltes persones segueixen aquests sons aurorals, encara que les seves gravacions mai han estat publicades, i hi ha problemes científics amb la idea que els sons procedents d'aurores puguin ser escoltats. L'energia de l'aurora i altres factors fan que sigui poc probable que els sons arribin a la terra. Algunes persones especulen que un fenomen electroestàtic induït per aurores podria explicar aquests sons.

## L'aurora en el folklore
Aurora Borealis en Bulfinch's Mythology (1855) per Thomas Bulfinch és una cita de la mitologia nòrdica: 
| «                 | Les verges són les valquíries de les guerres, muntades a cavall i armades amb llances i elms. /.../ Quan viatgen cavalcant, la seva armadura, per una estranya llum de brillantor que il·lumina el cel del nord, fa que les persones l'anomenen "aurora boreal" o "llums del Nord". | » |
| — Thomas Bulfinch | |   |

Tot i la sorprenent descripció, no hi ha cites en la literatura escandinava per recolzar aquesta afirmació. Encara que l'activitat auroral és comuna a la regió en la qual es troben Escandinàvia i Islàndia, és possible que el pol nord magnètic fos considerablement major en aquesta regió segles abans de la documentació de la mitologia, la qual cosa n'explica la manca de referències.

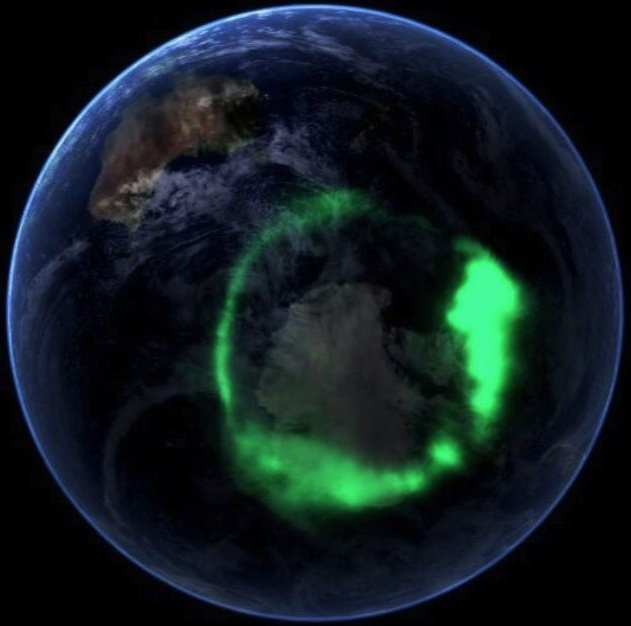
Imatge de satèl·lit d'una aurora austral capturada per la NASA (2005)

La primera cita en la mitologia nòrdica del norðurljós es troba en Konungs skuggsjá (1250). L'autor havia sentit parlar del fenomen als compatriotes que tornaven de Groenlàndia, i n'ofereix tres explicacions: que l'oceà estava envoltat de grans incendis, que el sol podria arribar a la nit del món o que les glaceres podrien emmagatzemar energia i arribar a ser fluorescents.
Streamer a l'Estació Espacial Internacional. Antics escandinaus nom per l'aurora boreal es tradueix com un raig d'arengada. Es creia que les llums van ser emesos per les grans reflexions les escoles d'arengada en el cel. Una altra font escandinava es refereix als habitatges que envolten als extrems nord i sud del món. Això posa en evidència que els països nòrdics a l'empresa va arribar a l'Antàrtida, encara que només una cita no és suficient per formar una conclusió ferma.
El finlandès nom per l'aurora és revontulet, el que significa el foc de la guineu. Segons la llegenda, la guineu de foc viu a Lapònia, i les espurnes revontulet es tiren en l'aire amb les seves cues.
A Estònia s'anomena virmalised, alt esperit dels regnes. En algunes llegendes que tenen altres de caràcter positiu com negatiu.
El poble lapó creu que ha de tenir cura de respectar el silenci i les estrelles del nord (anomenat guovssahasat en el seu idioma), però que podrien caure i matar els observadors. Tanmateix, els Algonquins creuen que les llums van ser els seus ancestres ballant al voltant d'un foc cerimonial. Inuit en el folklore, la secundària es compon dels esperits dels morts jugant al futbol amb un crani de morsa el cel. També van utilitzar el matí per trucar als seus fills a casa abans del vespre, clamant que la persona que va fer en la seva presència és menor i gravar sons.
El folklore letó, especialment si el color vermell es va observar, es creia que eren les ànimes dels guerrers morts, un auguri de desastre, i la guerra o la fam. En el folklore xinès, es creu que les aurores donen a llum en un proper període.
Que s'acredita com una referència a una cita bíblica aurores Llibre d'Ezequiel:
| «              | Vaig mirar, i vet aquí vaig veure un vent de tempesta des del nord, un gran núvol, amb un foc que emet de foc continu, i una aurèola al voltant d'ella, i la meitat de l'incendi va ser una cosa així com la resplendor de color ambre. | » |
| — Ezequiel 1:4 | |   |

## Aurora en els mitjans de comunicació
Les aurores han estat referenciats en el cinema i, com en la pel·lícula animada Happy Feet, que està passant a l'Antàrtida i el sud té una aurora. Les aurores van causar un mal funcionament temporal de l'any 2000 a la pel·lícula Frequency amb Dennis Quaid. Com a resultat d'això, a un nen a comunicar-se amb el seu pare per radioaficionats en els darrers trenta anys i va canviar el curs de la història. En el primer llibre de la trilogia His Dark Materials, l'aurora boreal pot veure un altre món a través d'ell.
En música i la poesia, el fenomen també desperta atenció. El poeta estatunidenc Wallace Stevens anomenat "The Auroras of Autumn" (que significa "L'alba de tardor" en anglès), un dels seus llargs poemes i col·leccions de poemes de 1950 en què va aparèixer. L'aurora boreal s'esmenten en la cançó "Les onades ambre" de la cantant i compositora estatunidenca Tori Amos, són també el tema de la cançó de 1978 del mateix nom del popular grup de rock Renaixement. El músic Neil Young és l'aurora boreal en la seva cançó "Pocahontas", extret de Rust Never Sleeps (1979). El grup finlandès The Rasmus també s'esmenta el fenomen de la cançó "Still Standing" del disc Dead Letters (2003). La banda Foo Fighters té una cançó anomenada "Aurora" en el disc There Is Nothing Left to Lose (1999).
Pel que fa a videojocs, a The X-Files: The Game com "llums" són utilitzats pel Govern federal dels Estats Units d'amagar l'existència de vida extraterrestre i els ovnis. En els còmics, un membre de l'equip de superherois de Marvel Comics, Alpha Flight, s'anomena Aurora com una referència a l'aurora boreal.